# Croton quadrisetosus
Espèce
Croton quadrisetosus est une espèce de plantes à fleurs du genre Croton et de la famille des Euphorbiaceae, présente au Pérou.
Il a pour synonymes :
- Kurkas quadrisetosum, (Lam.) Raf.
- Oxydectes quadrisetosa, (Lam.) Kuntze